# Nelly Vázquez
Nelly Vázquez (Morón, 26 de febrero de 1937 falleció 26 de julio de 2024) es una cancionista argentina de tango.
Grabó con Aníbal ''Pichuco'' Troilo, Osvaldo Pugliese, Astor Piazzolla y Mariano Mores.
Nació en la ciudad de Morón (provincia de Buenos Aires), muy cerca de la Capital Federal.
A los pocos años, sus padres se radicaron definitivamente en el barrio de Liniers, donde ella pasó parte de su infancia y juventud.
Hija de José Vázquez e Isabel Rodríguez. Tiene un hermano mellizo llamado Oscar Nelson Vázquez.
Su padre era amante del tango y desde pequeña la llevó a estudiar canto y vocalización con el profesor Eduardo Bonessi (profesor de canto de Gardel), con quien Nelly estudió durante 11 años.
Luego integró los coros del teatro Colón (Buenos Aires) mientras siguió estudiando con Marta Constante (exsoprano del elenco del teatro). Así aprendió las técnicas de las sopranos líricas.

## Debut
En 1957 se presentó en un concurso en Radio Splendid organizado por la revista Radio Film, dirigida por el cantor y luego periodista Emilio Roca, que también era dueño de la exitosa revista Cantando.
Nelly Vázquez salió segunda en la competencia: perdió por un solo punto en la final contra la cantante rosarina Carmen Martínez.
Como premio firmó un contrato por un año en la radio, que fue renovado a su término.
Después, debutó en Canal 7 de televisión, acompañada por el trío Osvaldo Manzi (piano), Eduardo Rovira (bandoneón) y Enrique Kicho Díaz (contrabajo).

## Con Piazzolla
En 1960 abandonó la televisión cuando fue convocada por el bandoneonista y compositor Astor Piazzolla ―que regresaba de vivir en Estados Unidos―, para cantar en su quinteto, junto con el mencionado trío.
Registraron un disco de larga duración para la discográfica RCA-Víctor: Piazzolla: bailable y apiazolado, en el que Vázquez grabó cuatro canciones: «María», «Bandoneón arrabalero», «La casita de mis viejos» y «Cristal».
Con Piazzolla tocaron regularmente en Radio Splendid. Es recordada su interpretación del tango Griseta (de Enrique Delfino).

La primera orquesta, la de Astor Piazzolla, a la que tuve que sumarme como un instrumento más en 1961. Allí el cantante no tenía tiempo de modular como quisiera. Astor no se ocupaba tanto de sus cantantes, dejaba que se las arreglaran. Lo primero que me preguntó fue: «¿Usted lee música?». En cambio, Troilo, el día que me llevó al teatro, me vio temblorosa y me dijo: «No se ponga así, piba, esto no es una prueba: usted ya está adentro!». Troilo adaptaba la orquesta a cada cantante.
Nelly Vázquez

Al año siguiente (1961), el pianista Mariano Mores la llamó para grabar con su Orquesta Lírica del Tango su tema «Viejo Madrid», para la discográfica Odeón.

## Con Troilo

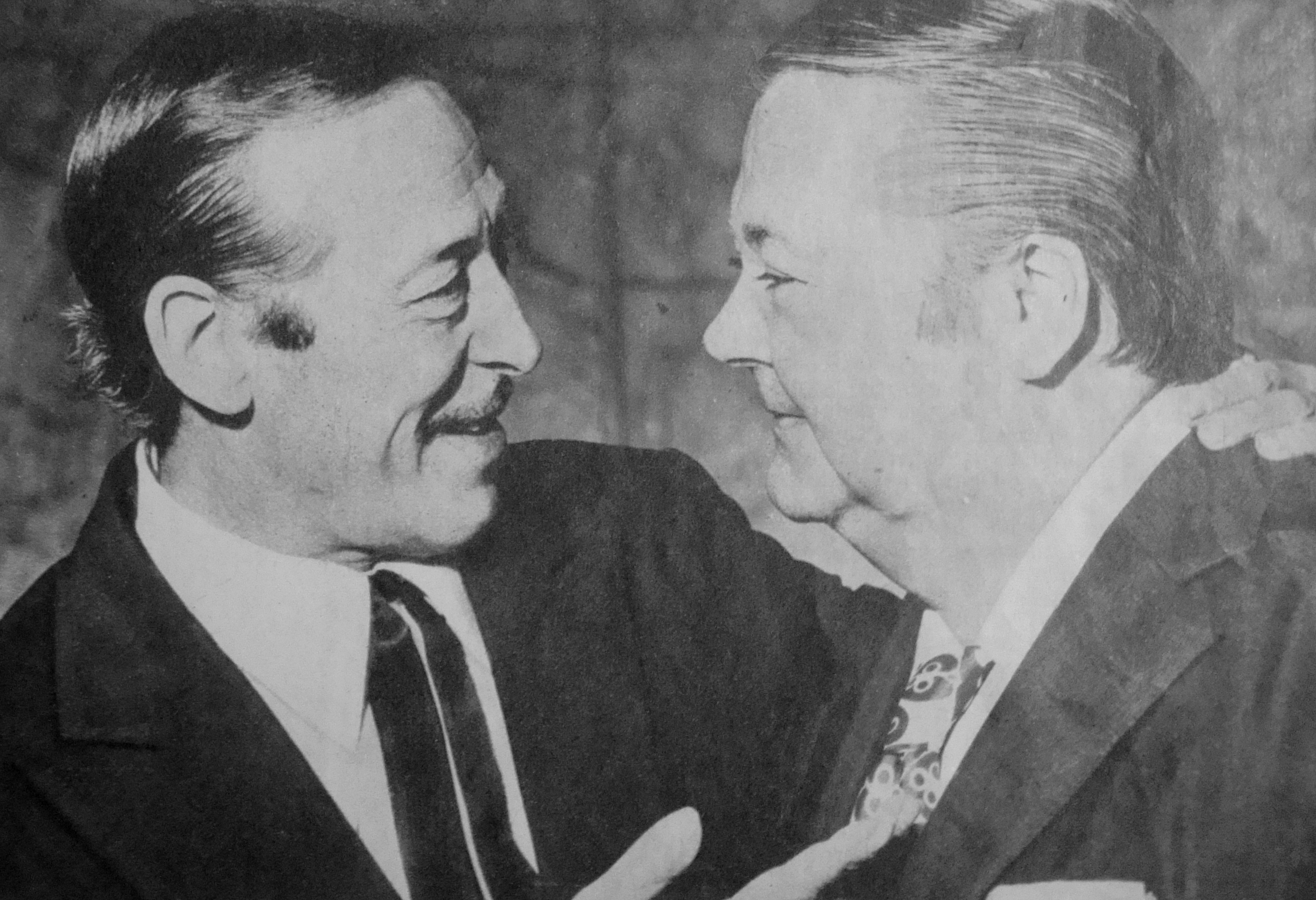
Roberto Goyeneche (1926-1994) y Aníbal Troilo (1914-1975) en 1972.

En 1963, el bandoneonista Aníbal Pichuco Troilo la convoca para cantar tanto en su orquesta como en su conjunto pequeño, en recitales, teatros, giras y discos.

Troilo vivía a la vuelta de Patio de Tango. Yo cantaba ahí por la tarde. Mi papá me llevaba al Vesubio a tomar chocolate mientras esperábamos la entrada de cantantes como Vidal, Mauré y Julio Sosa. Troilo venía a tomarse un whisky y me escuchaba cantar con un cuarteto. Me acuerdo del día en que me llamó el almacenero (nosotros no teníamos teléfono) y me dijo: «Nelly, cruce y hable porque Troilo la quiere para una obra de tango».
Nelly Vázquez

El 1 de octubre de 1963, Vázquez grabó la canción «Madreselva», que se considera su consagración como cantante de tangos.

Periodista: En un disco aparecen fragmentos de la preparación de Madreselvas, un ensayo que duró más de seis horas. ¿No la agotaba la exigencia de Troilo?
Nelly Vázquez: No, era como un padre. Ese día Julio Álvarez Vieyra escondió un micrófono para que Troilo no supiera que estaban grabando. Troilo me hacía sentir una reina. Me decía «la María Callas del tango».
Nelly Vázquez

Durante los tres años que estuvo con Pichuco, tuvo de compañeros a Roberto Rufino, Roberto Polaco Goyeneche y Tito Reyes.

Con Troilo [yo] cantaba en un registro brillante, a él le gustaba mi voz bien arriba ―explica con entusiasmo Nelly Vázquez, la última voz femenina que tuvo la orquesta típica de Aníbal Troilo―. Algunos me calificaron de gritona, pero no: mi voz era grande, potente; había estudiado vocalización con Bonessi, maestro de Gardel, y después me fui con una profesora del Colón. A Troilo le gustaba así. Yo le rogaba que me bajara el registro, pero no quiso. Él tenía una ternura y una generosidad muy grandes. Todo lo aceptaba. No te hacía notar lo que hacías mal. No puedo hablar así de los otros, aunque hayan sido buenos y me enseñaran.
Nelly Vázquez

Con Troilo grabó 16 temas, destacándose las versiones de «Canción de Ave María» (de Cátulo Castillo y Héctor Stamponi), «Barrio de tango», «Galleguita», «Milonguita», «Raconto» y «Golondrinas».
El último registro fue el 13 de abril de 1966, «Yo no merezco este castigo», de Roberto Cassinelli y Marcelino Hernández.

Troilo hacía rato que venía diciéndome ―como a todos― que levantara vuelo solita. Yo llegaba a casa llorando y le decía a mis padres que Troilo me quería echar. Un día me animé a contárselo a Zita [la esposa de Troilo]; y ella le dijo a Troilo: «Mirá Pocholito lo que dice esta flor, esta reina, ¿por qué la angustiaste?». Él contestó: «Ella tiene que abrirse camino sola; el día que yo falte, ¿qué va a pasar?». El 2 de enero del 69, en Mar del Plata, y le dije que no iba a cantar más. En el año 1970 me contrataron para actuar en la temporada junto a Piazzolla y el cuarteto de Troilo con Elba Berón. Cuando Troilo me vio le dijo a Zita «Mirá, Pocholita, quién llegó: la nena, la princesa. ¿Cómo estás?», me dijo. Fue la primera vez que me tuteó. «¿Quiere que le diga cómo estoy? Mal, muy mal, porque nunca más volveré a brillar cantando como en su orquesta».
Nelly Vázquez

## Solista
A partir de 1968, ya como solista, realizó importantes giras en el país y en el exterior.
Luego actuó con gran éxito en Buenos Aires, en el Estaño de Pepe Basso.
En 1969 y 1972 graba dos long plays para el sello Microfón, con arreglos y dirección de Osvaldo Requena.
Realizó temporadas anuales en Montevideo (Uruguay).
En 1972 realizó una gira tanguera por Chile.
Ese año recibió el premio Bamba, otorgado por el periodismo de Córdoba a la mejor figura vocal femenina de ese año.
Cantó como solista en todos los locales importantes de Buenos Aires, en Mar del Plata (siete temporadas sucesivas), en Re-Fa-Si, Caño 14, Tango Bar, La Campana, Grandes Valores del Tango y La Cachila.
A principios de 1973 cantó en el Hotel Rivera de Mar del Plata ―compartiendo el espectáculo con Aníbal Pichuco Troilo, Pugliese y Goyeneche― y en el resto del año, en el escenario de Malena al Sur.
Luego, actuó con la orquesta de Francisco Rotundo, en su local tanguero del barrio de Villa Luro, junto a Floreal Ruiz y Alfredo del Río.
Ese año realizó una exitosa gira por Colombia.
En la televisión participó en Grandes Valores del Tango, con otros intérpretes.
En 1975, recorrió Perú y Ecuador con sus espectáculos.
Ese año actuó en el Teatro Colón en el homenaje al cantor de tangos Carlos Gardel ―con motivo de los 40 años de su desaparición―, siendo la única voz femenina que participó en esa ocasión y fue acompañada por una orquesta que dirigió Héctor María Artola.
A partir de 1977 compartió con el pianista Osvaldo Pugliese el cartel de una de las salas del teatro Estrellas, acompañada por el terceto de Carlos Galván.
Con Pugliese cantó en diferentes locales, teatros, en televisión y en 1979 fue invitada por el pianista para la grabación del tango «Mentira» (de Francisco Pracánico y Celedonio Flores), para la discográfica Odeón.
En 1977 regresó a Perú y Ecuador y extendió sus presentaciones hasta Colombia.
En los años siguientes continúa actuando en la televisión y hace presentaciones junto al cantor Horacio Deval.
En 1983 graba una larga duración, para el sello RCA-Victor, titulado Todo Buenos Aires, con la dirección orquestal de Raúl Garello.
Luego emprendió una importante gira por toda América, acompañada por la orquesta de Antonio Garcés.
En 1985 participó, junto a Carlos Acuña, Hugo Marcel, Antonio Tormo y el recitador Héctor Gagliardi, en la grabación de una ópera-tango basada en la vida de Eva Perón, titulada Volveré y seré millones, sobre textos de Miguel Ángel Jubany y música de Roberto Pansera y Domingo Federico.
En esta obra Nelly interpreta la figura de Evita.
Después emprendió una nueva gira, actuando en Colombia, Venezuela, terminando en Miami (EE. UU.), junto a Horacio Deval, ya radicado definitivamente en los Estados Unidos.
En 1988, Vázquez viajó a Japón junto con importantes figuras del tango: Roberto Goyeneche, el pianista Orlando Tripodi, los bandoneonistas Néstor Marconi y Daniel Binelli, el violinista Reynaldo Nichele, entre otros. El espectáculo fue presentado en las más importantes ciudades de Japón.
En la actualidad (2012) sigue trabajando. Actualmente vive en La Casa del Teatro.

## Discografía solista
- 1969: Nelly Vázquez, con arreglos y dirección de Osvaldo Requena (Microfón).
- 1972: Nelly Vázquez (II), con arreglos y dirección de Osvaldo Requena (Microfón).
- 1976: Nelly Vázquez (II), con arreglos y dirección de Alberto Di Paulo (Émbassy).[3]